# Lathyrus rigidus
Lathyrus rigidus är en ärtväxtart som beskrevs av Theodore Greely White. Lathyrus rigidus ingår i släktet vialer, och familjen ärtväxter. Inga underarter finns listade i Catalogue of Life.